# うんすんカルタ
うんすんカルタ（宇牟須牟／宇武須牟加留多／雪寸加留田）は、室町時代にポルトガルの船員たちから伝わったトランプを日本でつくりかえたカルタで、主にチーム戦によるトリックテイキングゲームで遊ばれる。

## 概要・歴史

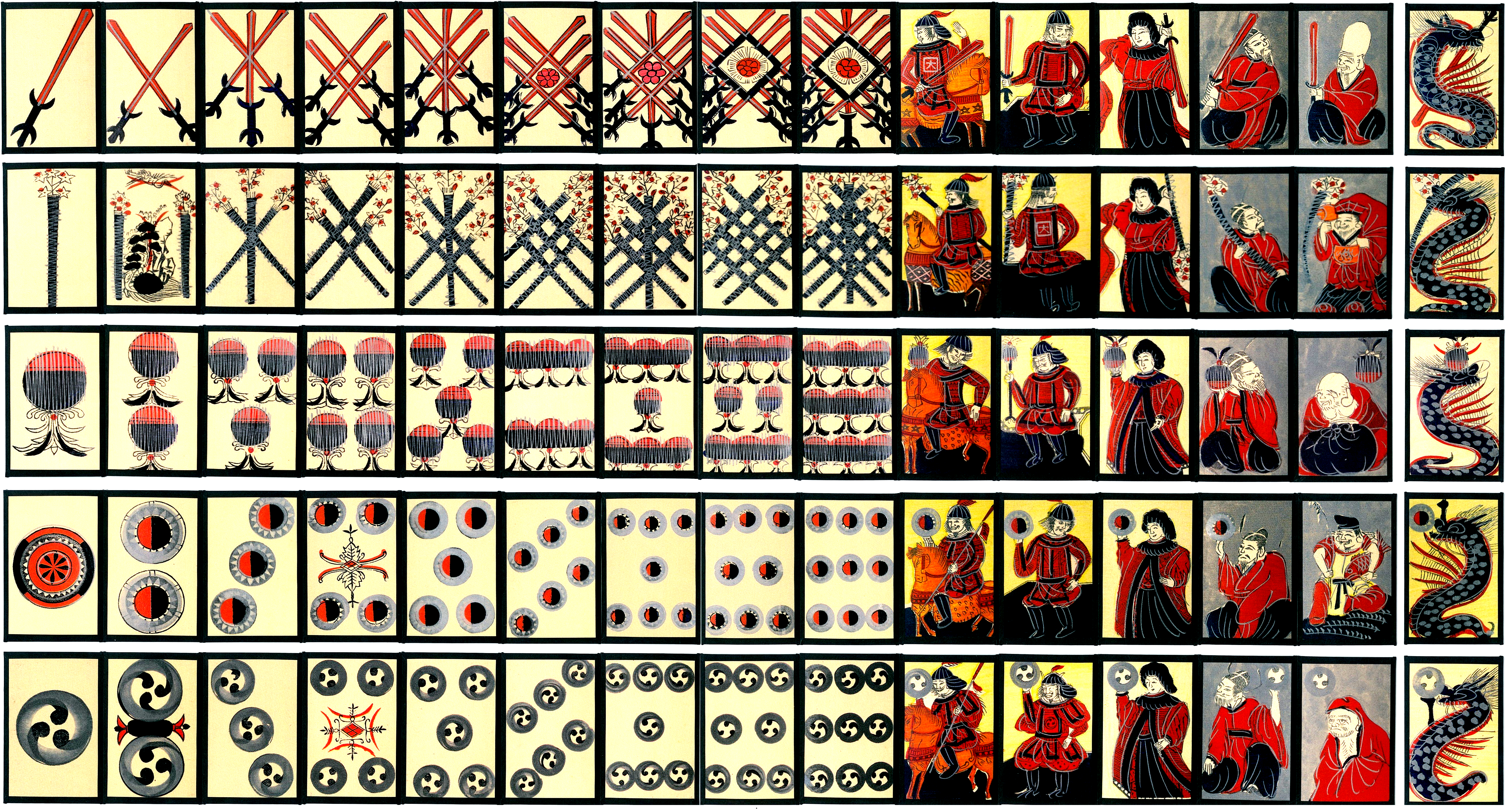
うんすんカルタ

ポルトガルより伝来したカルタ（南蛮かるた）、それを国産化したカルタ（天正カルタ）は、48枚（12ランク × 4スート）であったが、「うんすんかるた」は、より多人数で遊べるようにカード枚数を拡張したもの。文献では1681年（延宝9年）にまで遡ることができる。
| スート       |      |         |       |        |
| 名称         | パオ | イス    | コツ  | オウル |
| ポルトガル語 | Paus | Espadas | Copas | Ouros  |
| 意味         | 棍棒 | 刀剣    | 聖杯  | 金貨   |

当時のポルトガルのカルタは、棍棒・刀剣・聖杯・金貨の4スート、絵札は女王・騎馬・国王だったが、それぞれのスートの1にはドラゴンが描かれていた。天正カルタはこの特徴を忠実に受け継いでおり、「うんすんカルタ」はグル（巴紋）というスートが加わり、それぞれのスートにウン（福の神）スン（唐人）、さらにロバイ（1から独立させたドラゴン）の絵札を加え、75枚（15ランク × 5スート）からなる。騎馬や国王は鎧兜の武士の姿へと日本風に変化したが、女王が女性であるというポルトガルのカルタの特徴をなお受け継いでいる。
このカルタは文献では普及した痕跡が見られず、人々から忘れ去られていたが、唯一熊本県人吉市鍛冶屋町に伝統的な遊戯として継承され続けおり、遊戯法が県の重要無形民俗文化財に指定された。人吉市では「備前かるた」とも呼ばれ、これは備前藩の姫がこの地に嫁いだときに持参したためだという。
娯楽が多様化した昭和初期以降には遊ぶ人が激減。1965年（昭和40年）3月に熊本県から重要無形民俗文化財に指定された時には、少数の高齢者だけになっていた。1979年（昭和54年）、熊本県かるた協会の会長だった鶴上寛治が地元の高校に教師として赴任して興味を持ち、古老からルールを学び、札を復刻して消滅を防いだ。2003年（平成15年）には人吉市の「鍛冶屋通りの町並み保存と活性化を計る会」が、うんすんカルタの復興に向けた活動を開始。翌年には駐日ポルトガル大使を招き友好親善を掲げた大会が開催されて、現在も大会は継続している。
第二次世界大戦前までは、「うんすんカルタ」から「天正カルタ」が創られたと思われており、今なおそう書いてある文献があるが、事実は全くの逆である。「うんともすんとも言わない」の語源がうんすんカルタから来ていると言われることが多いものの、元来は「返事もなければ息もしていない」という意味であり、1712年（正徳2年）に近松門左衛門が書いた人形浄瑠璃『弘徽殿鵜羽産家』では、すでにその表現が見られ、うんすんカルタが廃れた時期以前であることを鑑みると「ウンスンかるた」が語源ではないと考えられる。「ウン」はポルトガル語で「一」のことだが、「スン」が「最高点」を意味するというのは、1924年（大正13年）に新村出が『南蛮更紗』 で仮説として発表したことがいつしか定説化しており、これには本人も前置きしているが、根拠があるわけではなく想像の域を出ていない。
この「うんすんカルタ」に、さらに弓矢のスートと新たな絵札（クン）を加え、更に棍棒の1（アザまたはアサ）を増やした「すんくんカルタ」97枚（16ランク × 6スート + 1枚）も元禄期に考案された。

## 構成
- スートはパオ・ハウまたは花（棍棒）、イスまたは剣（刀剣）、コツまたはコップ（聖杯）、オウル・オウロ[2]またはオリ（金貨）、グルまたはクル[2]（巴紋）
- 数札は1から9まで。コツ・オウル・グルでは数が少ないほど強く、パオとイスでは数が多いほど強い。
- 絵札は下から順にソウタ（女従者）、ウマ（騎馬武者、人吉地方ではカバ）、キリ（武者、人吉地方ではレイ）、ウン（福の神）[3]、スン（唐人）の5種類、およびロバイ（虫、竜）。パオのロバイは常に切札として扱われ、他のスート（イス、コツ・オウル・グル）のロバイは、1の数札よりも強い位置に来る。

| スート       |      |         |       |        |       |
| 名称         | パオ | イス    | コツ  | オウル | クル  |
| ポルトガル語 | Paus | Espadas | Copas | Ouros  | Curso |
| 意味         | 棍棒 | 刀剣    | 聖杯  | 金貨   | 前進  |

## 遊び方（概要）
うんすん
- 3人から6人。1人に3枚ずつ3回、9枚宛の札を配り、残りは山札として裏向きに重ねておく。
- 親から順に左廻り、山札から1枚を引き、不要な札を1枚捨てることを繰り返す。
- 3枚以上の同数値のセット、もしくは3枚以上の同スート、続き数値の札のセットができると場にさらす。
- 手札が無くなった者が出た時点、もしくは同スートのウン、スン、ロバイを揃えた者が出た時点で、その者の勝とし、1回のゲームを終わりとする。
- 上がった者を0点とし、後は手札によってマイナス点とする。数札はその数値、絵札10点、ロバイ15点。
- 基本は以上であるが、「つけ札」「拾う」などの細則がある。

八人メリ
- 8人が2組に分かれ、敵味方が交互になるように円形に座る。
- 1人に3枚ずつ3回、9枚を配り、残る3枚は中央に裏向きにおく。その最初の札を開け、そのスートがその回の切り札となる。
- 最初の者が1枚を裏向きに出しこれを台札とする。順に札を1枚ずつ裏向きに出し、8枚が出揃った時点で比較し、台札と同じスートで最強の札を出した者が8枚（1コという。いわゆるトリックのこと）を取る。しかし切り札は台札より強く、この札の最強を出した者が8枚を取ることになる。
- これを9回行い、（1コ）を多く取った組が勝となる。
- 切り札の強弱は、ウン、スン、ソウタ、ロバイ、キリ、ウマ、長物の数札は9から1の順に弱くなり、逆に丸物の数札は1から9の順に弱くなる。
- 基本は以上である。「ロボッタ」「打ち出し」「差し」「踏む」「追う」などという細則があるが、台札が切り札の時には「メリ」といって表向きに出し、他の7人は、ある場合は必ずその切り札を出さなければならない。ただし切り札がスン1枚のみの場合、隠し持っていることができる。これによって思わぬ逆転も起きることがある。

六人メリ
- 6人が2組に分かれ、敵味方が交互になるように円形に座る。
- パオ以外の1スート（15枚）を除外して行うもので、ルールは八人メリと同じ。残り札は6枚になる。

天下取り
- 3人から8人で行い、ルールは八人メリと同じ。個人競技であり、個を多く取ったものが勝となる。

シク取り（個取り／ゴソゴソ）
- 8人で行い、ルールは八人メリと同じだが、個人競技であり、ヅキ（２回連続勝ちで１点）がなく、毎回の点を累計して最も、個を多く取ったものが勝となる。初メリ（最初の打ち出しでメルこと）禁止のルールもない。賭博として「ゴソゴソ」という隠語で呼ばれた。